# Осада Смоленска (1401)
Осада Смоленска 1401 года — неудачная попытка взятия Смоленска великим князем литовским Витовтом.

## Предыстория
В конце XIV века Смоленское княжество стало объектом экспансионистской политики Великого княжества Литовского. Не обладая сопоставимыми ресурсами, Смоленск не мог успешно противостоять литовскому давлению, утратив значительную часть своего суверенитета после поражения в битве на реке Вихре. Большую роль в ослаблении княжества сыграла также эпидемия чумы 1387 года. В 1395 году Витовт с войском подошёл к Смоленску и под предлогом судейства в династическом споре смоленских князей вероломно арестовал их и захватил Смоленск. Однако в 1399 году после ордынского разгрома литовского войска в битве на Ворскле позиции Витовта пошатнулись. Смоленский князь Юрий Святославич, бежавший в 1392 году в Рязанскую землю, пришёл в августе 1401 года под Смоленск вместе с войском своего тестя Олега Ивановича Рязанского, а также отрядами пронского, муромского и козельского князей. Хотя часть смолян была за власть Витовта, большинство из них устали от притеснений «иноверных ляхов», под которыми имелись в виду католические священники, начавшие в городе миссионерскую деятельность. Поэтому горожане открыли ворота своему «отчичу» Юрию Святославичу, который убил наместника Витовта Романа Михайловича и многих приверженцев литовской власти, а также взял в плен всех литовских чиновников.

## Осада
Той же осенью Витовт пришёл с Смоленску «со всей силой литовской» и попытался его взять. Он подверг его артиллерийскому обстрелу, однако город, имевший, по-видимому, мощную дерево-земляную крепость, которая была в состоянии гасить артиллерийские ядра, не сдавался. Простояв под Смоленском около четырёх недель, Витовт отступил, заключив с Юрием мир «по старине». После ухода Витовта, горожане сошлись на вече с князем и сурово наказали тех бояр, которые во время осады выражали приверженность литовскому великому князю и призывали к сдаче города.

## Последствия
Несмотря на заключение мира с Юрием Святославичем, Витовт не оставил попыток взять Смоленск. В 1402 году он выиграл битву под Любутском у Олега Ивановича Рязанского, который в том же году  умер. Таким образом, Юрий Святославич лишился влиятельного союзника, при поддержке которого вернул себе власть в Смоленске. В 1403 году Витовт послал князя Лугвения на захват Смоленска и Вязьмы, однако тот смог взять лишь последнюю. Но уже в следующем 1404 году Витовту удалось добиться своего в результате новой осады, после которой Смоленская земля на 110 лет вошла в состав Великого княжества Литовского.